# Arasiramani
Arasiramani là một thị xã panchayat của quận Salem thuộc bang Tamil Nadu, Ấn Độ.

## Nhân khẩu
Theo điều tra dân số năm 2001 của Ấn Độ, Arasiramani có dân số 13.822 người. Phái nam chiếm 53% tổng số dân và phái nữ chiếm 47%. Arasiramani có tỷ lệ 44% biết đọc biết viết, thấp hơn tỷ lệ trung bình toàn quốc là 59,5%: tỷ lệ cho phái nam là 55%, và tỷ lệ cho phái nữ là 31%. Tại Arasiramani, 10% dân số nhỏ hơn 6 tuổi.